# Горюче-смазочные материалы

Горюче-смазочные материалы (сокращённо ГСМ) — общее название видов горючего, применяемого как топливо, смазочных материалов, специальных жидкостей. Используется для двигателей внутреннего сгорания, а также в технических узлах для уменьшения эффекта трения.

## Топливо
Основную массу жидкого топлива получают путем прямой перегонки нефти или при перегонке нефти химическим способом. Также источником топлива могут быть другие полезные ископаемые и растения. Для улучшения качества бензина или дизельного топлива, а также уменьшения нагарообразования, используют специальные присадки.

## Смазочные материалы
К смазочным материалам относятся вещества, используемые для смазки механизмов, поставляются в виде жидких масел или консистентных смазок.

## Назначение
- Топливо для транспорта (бензин, дизельное топливо, сжиженный нефтяной газ, сжатый природный газ, сжиженный природный газ);
- Смазочные материалы (моторные, трансмиссионные и специальные масла, пластичные смазки);
- Специальные жидкости (тормозные и охлаждающие).